# Gruoch da Escócia
Gruoch da Escócia foi rainha consorte de Alba, na atual Escócia, como esposa de Macbeth da Escócia.

## Biografia
Nascida por volta de 1005, era filha de Boite e neta do rei escocês Kenneth III.
Casou-se com Gilla Coemgáin, sobrinho de Finlay, poderoso conde (ou earl ou ainda mormaer em gaélico) de Moray. Finlay tinha um filho, Macbeth, que eventualmente chegaria ao trono da Escócia.
Em 1020, Finlay foi morto por Gillacoemgain, que assumiu o título de conde de Moray. Por esses anos Gruoch deu à luz Lulach, futuro rei da Escócia. Enviuvou em 1032, quando uma casa onde se hospedava Gillacoemgain foi incendiada por seus inimigos, matando todos adentro. Macbeth, cujo pai foi assassinado por Gillacoemgain, pode haver estado envolvido nesse incidente.
Gruoch casou-se em segundas núpcias com Macbeth, que tornou-se rei em 1040 ao matar Duncan I. Macbeth, por sua vez, foi morto em 1057 pelo filho de Duncan, Malcolm.

## Na cultura popular
Em Macbeth, famosa tragédia de William Shakespeare, Gruoch é chamada simplesmente Lady Macbeth e é retratada como uma mulher ambiciosa, que induz Macbeth a matar o rei para apoderar-se do trono escocês. Não há evidência, porém, de que a Gruoch histórica tenha tido participação nesse assassinato.